# Diabroctis mimas
Diabroctis mimas là một loài bọ cánh cứng trong họ Bọ hung (Scarabaeidae).